# Kådblomfluga
Kådblomfluga (Cheilosia morio) är en tvåvingeart som först beskrevs av Zetterstedt 1838.  Kådblomfluga ingår i släktet örtblomflugor, och familjen blomflugor.
Artens utbredningsområde är Sverige. Enligt den finländska rödlistan är arten nära hotad i Finland. Arten är reproducerande i Sverige. Artens livsmiljö är skogar. Inga underarter finns listade i Catalogue of Life.